# Zgrada Arheološkog muzeja u Splitu
Zgrada Arheološkog muzeja, muzejska zgrada u Splitu, Zrinsko-Frankopanska 25. Zaštićeno je kulturno dobro.

## Opis
Najstarija građevina podignuta u muzejske svrhe u Dalmaciji građena je od 1912. do 1920. godine, s prekidom gradnje u vrijeme Prvog svjetskog rata, u duhu historicizma s oblikovnim detaljima secesijskog sloga. Za javnost je otvorena 1922. godine. Autori projekta su bečki arhitekti Friedrich Ohmann i August Kirstein, a radove je izvodio splitski poduzetnik Giovanni Bettiza. Zgrada je slobodnostojeća kamena jednokatnica kod koje je raznolikom obradom i vrstama kamena naglašena plastičnost oblikovanja. Pred njom je veliki vrt okružen trijemom koji funkcionira kao lapidarij. Vrijedan fundus muzeja izložen je od 1999. u novom stalnom postavu. 
U zgradi je i danas smješten splitski Arheološki muzej.

## Zaštita
Pod oznakom Z-4630 zavedena je kao nepokretno kulturno dobro - pojedinačno, pravna statusa zaštićena kulturnog dobra, klasificiranog kao profana graditeljska baština .